# 圣弗朗西斯科-杜布雷让
圣弗朗西斯科-杜布雷让是巴西马拉尼昂州的一个市镇。总面积745.593平方公里，总人口8466人，人口密度11.4人/平方公里。